# Declana scabra
Declana scabra är en fjärilsart som beskrevs av Walker 1863. Declana scabra ingår i släktet Declana och familjen mätare. Inga underarter finns listade i Catalogue of Life.